# شهرستان آیردل (کارولینای شمالی)
شهرستان ایردل، کارولینای شمالی (به انگلیسی: Iredell County, North Carolina) یک سکونتگاه مسکونی در ایالات متحده آمریکا است که در کارولینای شمالی واقع شده‌است.

## خصوصیات
شهرستان ایردل ۱٬۵۴۶٫۲۳ کیلومترمربع مساحت دارد.